# Björkhaga
Den här artikeln handlar om bostadsområdet Björkhaga i Örebro. För andra betydelser, se Björkhaga (olika betydelser).
Björkhaga är ett bostadsområde i västra Örebro som gränsar till Karlslundsskogen, Varbergaskogen, Oxhagen och Längbro kyrkogård. Området byggdes 1978-1984 och har omkring 2 000 invånare . Från början hette bostadsområdet Norra Oxhagen men i mitten av 1980-talet ändrades namnet till Björkhaga. Området var före 1937 en del av Längbro landskommun.
Björkhaga ligger på 10-15 minuters cykelavstånd ifrån centrum och består av både hyresrätter, bostadsrätter och villor. Området har sagts vara barnvänligt, eftersom genomfartstrafik med bil inte är tillåten. Genom Björkhaga rinner Älvtomtabäcken. Området har många grönområden.

### Webbkällor
- Om Björkhaga på Örebro kommuns webbplats